# Стівен Кампфер
Стівен Кампфер (англ. Steven Kampfer, нар. 24 вересня 1988, Енн-Арбор) — американський хокеїст, захисник клубу НХЛ «Нью-Йорк Рейнджерс».

## Ігрова кар'єра
Хокейну кар'єру розпочав 2004 року.
2007 року був обраний на драфті НХЛ під 93-м загальним номером командою «Анагайм Дакс». 
Захищав кольори професійних команд «Бостон Брюїнс», «Міннесота Вайлд» та «Флорида Пантерс». Наразі ж грає за клуб НХЛ «Нью-Йорк Рейнджерс».

## Статистика
| Сезон        | Клуб                   | Ліга         | Регулярний сезон | Регулярний сезон | Регулярний сезон | Регулярний сезон | Регулярний сезон | Плей-оф | Плей-оф | Плей-оф | Плей-оф | Плей-оф |
| Сезон        | Клуб                   | Ліга         | І                | Г                | П                | О                | ШХ               | І       | Г       | П       | О       | ШХ      |
| ------------ | ---------------------- | ------------ | ---------------- | ---------------- | ---------------- | ---------------- | ---------------- | ------- | ------- | ------- | ------- | ------- |
| 2004–05      | «Сіу Сіті Мушкетірс»   | ХЛСШ         | 47               | 6                | 13               | 19               | 91               | 13      | 2       | 5       | 7       | 12      |
| 2005–06      | «Сіу Сіті Мушкетірс»   | ХЛСШ         | 56               | 6                | 10               | 16               | 99               | —       | —       | —       | —       | —       |
| 2006–07      | «Мічиганс Вульверайнс» | ЦКХА         | 35               | 1                | 3                | 4                | 24               | —       | —       | —       | —       | —       |
| 2007–08      | «Мічиганс Вульверайнс» | ЦКХА         | 42               | 2                | 15               | 17               | 36               | —       | —       | —       | —       | —       |
| 2008–09      | «Мічиганс Вульверайнс» | ЦКХА         | 25               | 1                | 12               | 13               | 24               | —       | —       | —       | —       | —       |
| 2009–10      | «Мічиганс Вульверайнс» | ЦКХА         | 45               | 3                | 23               | 26               | 50               | —       | —       | —       | —       | —       |
| 2009–10      | «Провіденс Брюїнс»     | АХЛ          | 6                | 1                | 2                | 3                | 4                | —       | —       | —       | —       | —       |
| 2010–11      | «Провіденс Брюїнс»     | АХЛ          | 22               | 3                | 13               | 16               | 12               | —       | —       | —       | —       | —       |
| 2010–11      | «Бостон Брюїнс»        | НХЛ          | 38               | 5                | 5                | 10               | 12               | —       | —       | —       | —       | —       |
| 2011–12      | «Бостон Брюїнс»        | НХЛ          | 10               | 0                | 2                | 2                | 4                | —       | —       | —       | —       | —       |
| 2011–12      | «Провіденс Брюїнс»     | АХЛ          | 12               | 1                | 3                | 4                | 8                | —       | —       | —       | —       | —       |
| 2011–12      | «Міннесота Вайлд»      | НХЛ          | 13               | 2                | 1                | 3                | 2                | —       | —       | —       | —       | —       |
| 2011–12      | «Х'юстон Аерос»        | АХЛ          | —                | —                | —                | —                | —                | 4       | 0       | 0       | 0       | 2       |
| 2012–13      | «Х'юстон Аерос»        | АХЛ          | 55               | 4                | 17               | 21               | 28               | 5       | 1       | 1       | 2       | 9       |
| 2013–14      | «Айова Уайлд»          | АХЛ          | 69               | 6                | 20               | 26               | 48               | —       | —       | —       | —       | —       |
| 2014–15      | «Сан-Антоніо Ремпейдж» | АХЛ          | 42               | 8                | 11               | 19               | 49               | —       | —       | —       | —       | —       |
| 2014–15      | «Флорида Пантерс»      | НХЛ          | 25               | 2                | 2                | 4                | 12               | —       | —       | —       | —       | —       |
| 2015–16      | «Флорида Пантерс»      | НХЛ          | 47               | 0                | 4                | 4                | 26               | —       | —       | —       | —       | —       |
| 2016–17      | «Хартфорд Вулф Пек»    | АХЛ          | 43               | 4                | 15               | 19               | 44               | —       | —       | —       | —       | —       |
| 2016–17      | «Нью-Йорк Рейнджерс»   | НХЛ          | 10               | 1                | 1                | 2                | 2                | —       | —       | —       | —       | —       |
| Усього в НХЛ | Усього в НХЛ           | Усього в НХЛ | 144              | 10               | 15               | 25               | 62               | —       | —       | —       | —       | —       |